# Afrohybanthus aurantiacus
Afrohybanthus aurantiacus (F.Muell. ex Benth.) Flicker – gatunek roślin z rodziny fiołkowatych (Violaceae). Występuje endemicznie naturalnie w Australii – w stanach Australia Południowa, Australia Zachodnia i Queensland oraz na Terytorium Północnym. 

## Morfologia
PokrójZimozielony krzew dorastający do 0,6 m wysokości.
LiścieBlaszka liściowa jest skórzasta i ma kształt od równowąskiego do lancetowatego. Mierzy 0,1–3 cm długości, jest ząbkowana i piłkowana na brzegu, ma ostrokątną nasadę i spiczasty wierzchołek. Przylistki są równowąskie. Ogonek liściowy jest nagi.
KwiatyPojedyncze, wyrastają z kątów pędów. Mają działki kielicha o lancetowatym i dorastające do 3–6 mm długości. Płatki są podługowato równowąskie i sierpowate, mają czerwoną lub pomarańczową barwę oraz 3–7 mm długości.
OwoceTorebki mierzące 5-9 mm długości, o kształcie od kulistego do elipsoidalnego.